# Annika Meier
Annika Meier (* 25. November 1981 in Berlin) ist eine deutsche Schauspielerin.

## Leben
Als Kind besuchte Meier zahlreiche Aufführungen des Grips-Theaters. Sie bewarb sich an verschiedenen Schauspielschulen und studierte von 2002 bis 2006 Schauspiel an der Hochschule für Musik und Theater Rostock. Danach war sie zwei Jahre am Luzerner Theater, bevor sie ans Theater Oberhausen wechselte. Es folgten Engagements u. a. an der Volksbühne Berlin. 2017 hatte sie ihr Filmdebüt in Magical Mystery oder: Die Rückkehr des Karl Schmidt. Beim Filmfest München, wo der Film seine Premiere feierte, wurde sie mit dem Förderpreis Neues Deutsches Kino als beste Nachwuchsschauspielerin geehrt.  2017 wurde sie festes Ensemblemitglied am Berliner Ensemble und war unter anderem in BALLROOM SCHMITZ, einer Inszenierung von Clemens Sienknecht und Barbara Bürk zu sehen. 2019 wechselte sie an die Schaubühne.

## Filmografie
- 2014: So schön wie du (Kurzfilm)
- 2015: Der Tatortreiniger – Das freie Wochenende
- 2017: Magical Mystery oder: Die Rückkehr des Karl Schmidt
- 2020: Jackpot
- 2021: Ich bin dein Mensch

## Theater (Auswahl)
- 2006: Die Glasmenagerie, Regie: Jürgen Kruse, Luzerner Theater
- 2008: Der Sturm, Regie: Christina Friedrich, Luzerner Theater
- 2008: Tartuffe, Regie: Herbert Fritsch, Theater Oberhausen
- 2012: Murmel Murmel, Regie: Herbert Fritsch, Volksbühne Berlin
- 2014: Ohne Titel Nr 1, Regie: Herbert Fritsch, Volksbühne Berlin
- 2015: der die mann, Regie: Herbert Fritsch, Volksbühne Berlin
- 2016: Pfusch, Regie: Herbert Fritsch, Volksbühne Berlin
- 2019: Amphitryon, Regie: Herbert Fritsch, Schaubühne Berlin